# Mohamed Bouchouari
Mohamed Bouchouari (Dinant, 15 novembre 2000) è un calciatore belga di origini marocchine, difensore del Rodez.

## Caratteristiche tecniche
È un terzino destro.

## Carriera
Ha esordito nelle coppe europee il 30 luglio 2019 disputando con il F91 Dudelange l'incontro di qualificazione di UEFA Europa League pareggiato 1-1 contro lo Škendija.